# Bataille de Patay
Pour les articles homonymes, voir Patay (homonymie).
Ne doit pas être confondu avec Bataille de Loigny.
 (juillet 2015).
Guerre de Cent Ans
Batailles
La bataille de Patay se déroule le 18 juin 1429 entre les armées française et anglaise à côté du village de Patay, non loin d'Orléans. Tournant de la guerre de Cent Ans, la victoire des Français leur donne le contrôle définitif du val de Loire et de l'Est et rend possible le sacre de  Charles VII à Reims. Elle marque aussi le début du recul constant des Anglais au cours des vingt-cinq années suivantes de la guerre, ceux-ci ne conservant que Calais en 1453.
Bien que la victoire de Charles VII sur Henri VI d'Angleterre lors de cette bataille soit souvent mise au crédit de Jeanne d'Arc, l'essentiel du combat eut lieu à l'avant-garde de l'armée française.

## Contexte

Batailles et opérations majeures en France entre 1415 et 1453.

À la fin de 1428, dans les dernières années de la guerre de Cent Ans, les Anglais et leurs alliés bourguignons occupaient la quasi-totalité du Nord de la France jusqu'à la Loire. Ils s'étaient également emparés de plusieurs places stratégiques le long de la Loire, et Orléans, la dernière grande ville sur ce fleuve, fut assiégée à partir du mois d'octobre 1428. Que les Anglais viennent à contrôler toute la vallée de la Loire, et le Sud de la France, ultime refuge du « roi de Bourges », serait mûr pour l'invasion.
Dans les premiers jours de mars 1429, Jeanne d'Arc arriva à Chinon pour y trouver le Dauphin et, après un interrogatoire par les autorités ecclésiastiques à Poitiers, elle rallia un important corps d'armée en route pour libérer Orléans. Cette opération fut couronnée de succès, et la ville fut libérée le 9 mai.
Une fois levé le siège d'Orléans, les Français reprirent aux Anglais plusieurs forteresses du val de Loire.  Ils prenaient ainsi le contrôle de ponts permettant de poursuivre par une invasion des territoires anglais et bourguignons plus au nord. Presque tout le nord de la Loire était en effet sous domination étrangère, et la victoire française d'Orléans s'était accompagnée de la destruction du seul pont français sur la Loire : les batailles ultérieures leur avaient permis de recouvrer trois ponts.  
La campagne de la vallée de la Loire de 1429 comporta cinq combats :
1. le siège d'Orléans ;
2. la bataille de Jargeau ;
3. la bataille de Meung-sur-Loire ;
4. la bataille de Beaugency ;
5. la bataille de Patay.

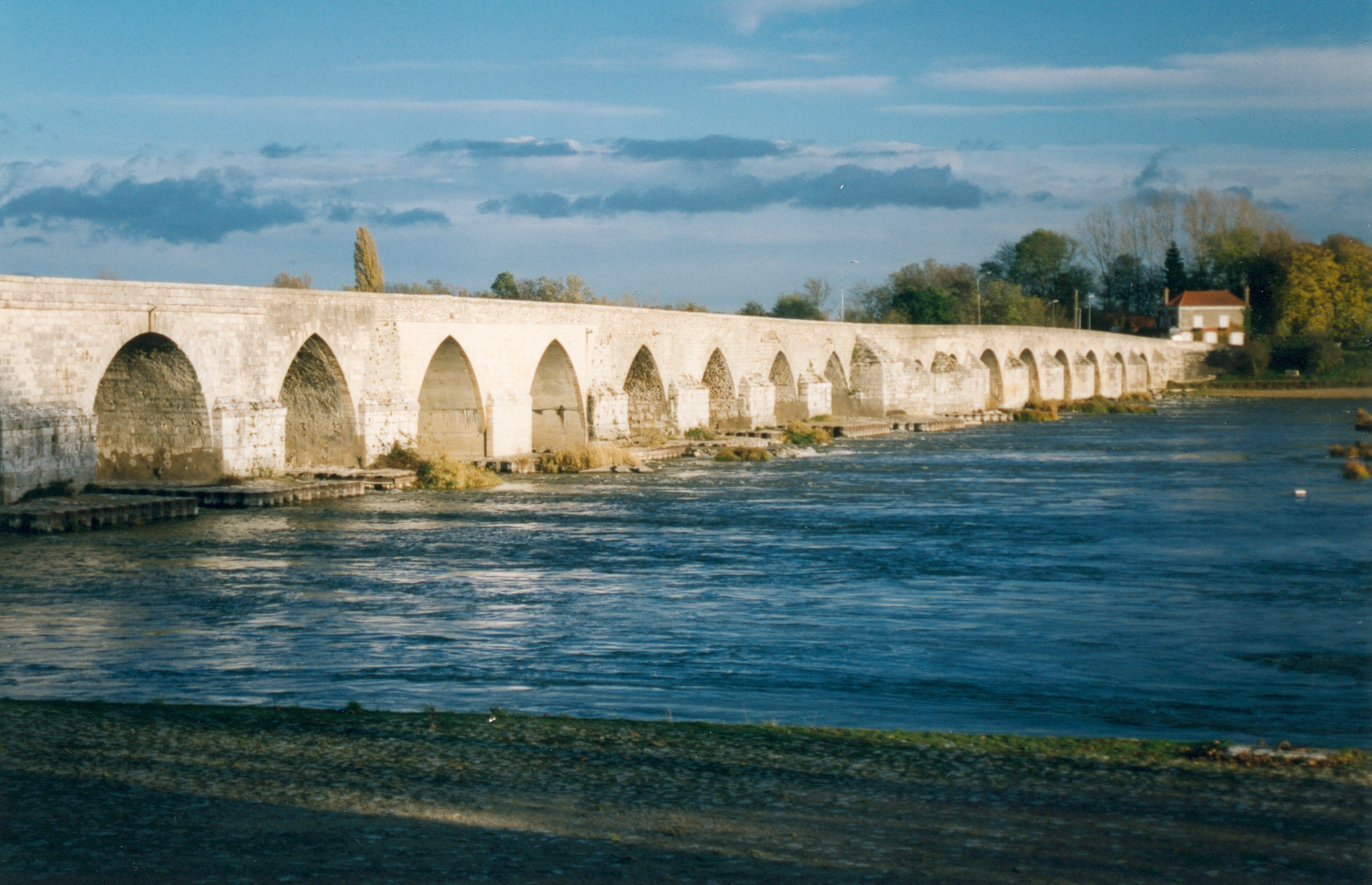
La campagne de la vallée de la Loire rétablit l'autorité du roi de France sur trois ponts stratégiques franchissant le fleuve, dont celui de Beaugency.

La bataille de Patay eut lieu le lendemain de la reddition anglaise de Beaugency. Cet ultime combat fut la seule bataille rangée de la campagne de la Loire. Patay peut être mise en parallèle avec la fameuse victoire anglaise d'Azincourt : les Anglais s'en tinrent à leur tactique habituelle, qui leur réussissait systématiquement contre la cavalerie lourde française depuis 83 ans (c'est-à-dire depuis la bataille de Crécy en 1346).
Cette fois, la victoire des Français fut aussi complète que leur défaite à Azincourt avait été catastrophique, et les conséquences du combat furent de portée comparable. À Orléans, les Français avaient prouvé qu'ils pouvaient désormais surpasser leurs adversaires dans l'art des engins de siège. Les batailles de Jargeau, Meung-sur-Loire et Beaugency n'avaient été que de simples escarmouches. Mais à Patay, le corps d'élite des archers (équipés de longbow), fut taillé en pièces, et avec lui, toute une armée anglaise défaite et décapitée.
Aucun pays d'Europe n'eut autant recours aux archers que l'Angleterre pendant le Moyen Âge. Malgré le coût modique de l'arc long anglais d'origine galloise, en usage dans l'armée anglaise, l'entraînement intensif des hommes de ce corps d'élite était en réalité extrêmement onéreux, car ces soldats de métier devaient être rémunérés en permanence. Durant le Moyen Âge, beaucoup d'Anglais s'enrôlaient de façon saisonnière, les campagnes se terminant à peu près à temps pour qu'ils puissent participer aux récoltes d'automne.

## La bataille
La bataille, à sens unique, se résume à un bref engagement où les chevaliers prirent le dessus sur les archers mal préparés, puis une longue poursuite où ces derniers furent massacrés et leurs chefs capturés.

### Prologue
À l'annonce de la défaite d'Orléans, une armée de secours anglaise, commandée par Sir John Fastolf, quitta Paris. Les Français avaient exploité leur avantage avec énergie, reprenant coup sur coup trois ponts et obtenant la reddition anglaise à Beaugency la veille de la jonction des troupes de Fastolf et de Talbot. 
Grâce à la puissance de tir de leurs archers, les Anglais excellaient depuis des décennies dans les batailles rangées, si on leur laissait le temps d'organiser leurs rangs. La tactique défensive habituelle des archers du corps des Long Bow consistait à ficher en terre devant leurs compagnies des épieux taillés en pointe, ce qui arrêtait les charges de cavalerie et ralentissait suffisamment les progrès de l'infanterie pour leur laisser le temps d'éliminer les assaillants. 
Les Français le savaient et opérèrent donc une série de reconnaissances dans l'espoir d'intercepter les Anglais avant qu'ils n'aient pu terminer leurs préparatifs.
Les troupes anglaises vaincues à Beaugency avaient pu rallier la garnison de Meung-sur-Loire : les Français avaient pu s'emparer du pont, mais pas encore prendre le château commandant la ville, ni même complètement bloquer sa garnison. Ainsi les Anglais, sous le commandement de John Fastolf, John Talbot et Thomas de Scales, avaient-ils des renseignements sur les mouvements français, et cherchaient-ils la meilleure position pour une bataille à leur avantage.
Les historiens militaires anglais situent précisément la rencontre : sur la vieille route romaine, à une intersection à un demi-mille, vers le nord, du bourg de Patay, à 14 heures précisément. Les historiens français sont moins précis, mais retiennent également la position traditionnelle de Patay. 
D'après le chroniqueur Enguerrand de Monstrelet, les « coureurs » (éclaireurs) français auraient vu un cerf s'enfuir devant eux, puis l'animal aurait couru droit vers les lignes anglaises qui poussèrent alors un cri alertant accidentellement leurs ennemis,. Quoi qu'il en soit, les Français prirent connaissance de la position anglaise avant qu'elle ne fût suffisamment en ordre de bataille.

### Engagement

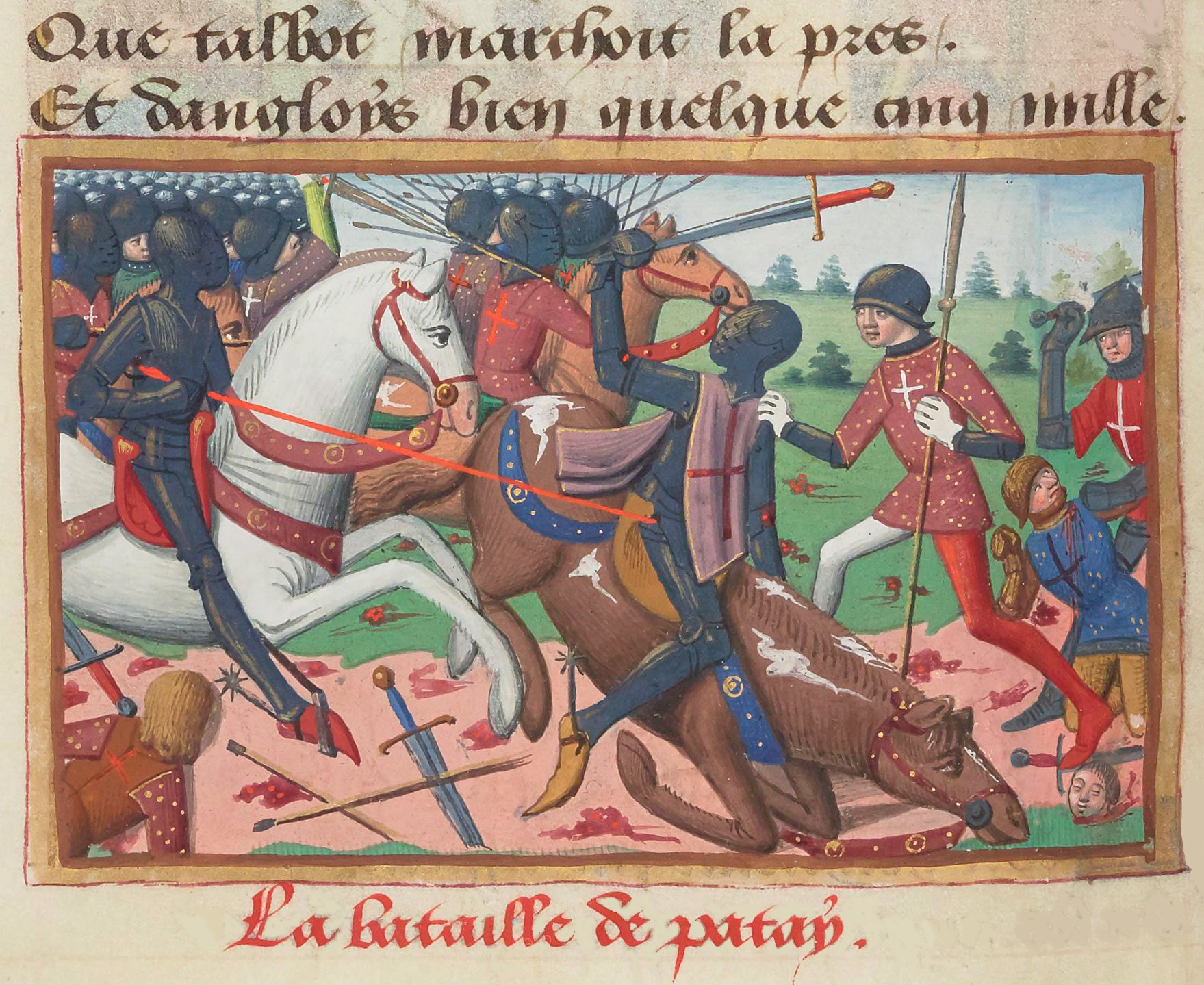
La bataille de Patay.
Miniature ornant le manuscrit de Martial d'Auvergne, Les Vigiles de la mort de Charles VII, vers 1484, BNF, ms. Français 5054,.

Les 180 chevaliers de l'avant-garde française menés par les capitaines La Hire, Ambroise de Loré, Jean Poton de Xaintrailles et le connétable Arthur de Richemont, attaquèrent les archers par les flancs qui n'étaient pas protégés (par manque de temps). Ceux-ci se débandèrent rapidement. Tandis que l'élite des archers était taillée en pièces par les chevaliers français, les chevaliers anglais fuyaient la charge de cavalerie française. La tactique française de la charge de cavalerie lourde l'emportait. C’est le capitaine Jean Dagneau, sous les ordres du grand-écuyer Poton de Xaintrailles, qui fit prisonnier le célèbre John Talbot. Ce fait d’armes lui rapporta ses lettres de noblesse, qui lui furent délivrées en mars 1438. Le reste de l'avant-garde française composée de l'infanterie arriva peu de temps après afin de seconder les chevaliers et tuer le reste des soldats anglais toujours présents sur le champ de bataille. L'arrière-garde anglaise, n'ayant pas connaissance de la bataille en cours, voyant un de ses commandants courir vers eux, crut que l'avant-garde avait été vaincue et se replia à son tour, battant en retraite.

### Bilan
Les historiens militaires anglais indiquent 2 500 morts du côté anglais sur les 5 000 engagés, 3 morts et une centaine de blessés du côté français. Le corps d'élite des archers anglais fut mis hors de combat ; il ne sera pas reconstitué. Outre Talbot, de nombreux officiers furent capturés par les Français. Fastolf, accompagné d'une petite troupe, parvint à s'enfuir mais fut dès lors disgracié : le duc de Bedford mit la défaite sur son compte et le radia de l'ordre de la Jarretière. Ainsi prit naissance la fâcheuse réputation qui devait faire de lui le prototype du personnage de Falstaff.

## Conséquences

### Conséquences immédiates
Les partisans de Charles VII peuvent l'escorter vers Reims sans avoir à combattre et y font sacrer leur prince le 17 juillet 1429, asseyant ainsi définitivement sa légitimité au trône de France. Ils prennent le contrôle du val de Loire (définitivement), et de l'est (au cours de la chevauchée, René d'Anjou apporte l'hommage de la Lorraine et du Barrois au roi) et du nord de Paris (mais qui restera disputé un temps : Compiègne, notamment).

### Conséquences stratégiques
À l'échelle des armées de l'époque, cette bataille est pour les Anglais un désastre comparable et symétrique à ceux de Crécy ou Azincourt pour les Français : la perte, pour une génération, de leur principale force de bataille. Ils ne s'en relevèrent jamais et le reste des opérations militaires de la guerre de Cent Ans se résuma essentiellement à une longue série de sièges par lesquels les Français reprirent  une à une les places-fortes tenues par les Anglais, culminant en 1453, à Castillon et la prise de Bordeaux.
La fin de la suprématie de l'arc long anglais sur les champs de bataille de France fut consommée avec les innovations à la fois sur le plan technique (boulets en fer, amélioration substantielle de la poudre) et sur l'utilisation tactique de l’artillerie par les frères Jean et Gaspard Bureau, qui conféra un avantage décisif à l'armée française dans le siège des places fortes,.

### Fin de la guerre de Cent Ans
Après 1453, les Anglais ne conservent plus en France que la place forte de Calais. En 1475, le roi d'Angleterre Édouard IV espère encore pouvoir reconquérir les territoires perdus en débarquant avec son armée à Calais, mais abandonné par Charles le Téméraire décidé à conquérir préalablement le duché de Lorraine, il préfère négocier avec le nouveau roi de France Louis XI. Une entrevue est organisée entre les deux rois. Elle débouche sur le traité de Picquigny qui met officiellement fin à la guerre de Cent Ans. Les Anglais rembarquent définitivement. Ils n'ont plus en France que Calais qu'ils conserveront jusqu'en 1558.

## Dans la culture
Une récente étymologie populaire fait remonter l'expression « mettre la pâtée » à la bataille de Patay, mais aucune source ne corrobore cette origine supposée. Cette expression est attestée depuis 1830 dans le sens « mettre une volée de coups », sans lien avec la bataille homophone.
Par ailleurs, le jeu vidéo de stratégie Age of Empires IV retrace cette bataille.